# Brachypelma boehmei
Brachypelma boehmei é uma espécie de aranha pertencente à família Theraphosidae.

## Fotos

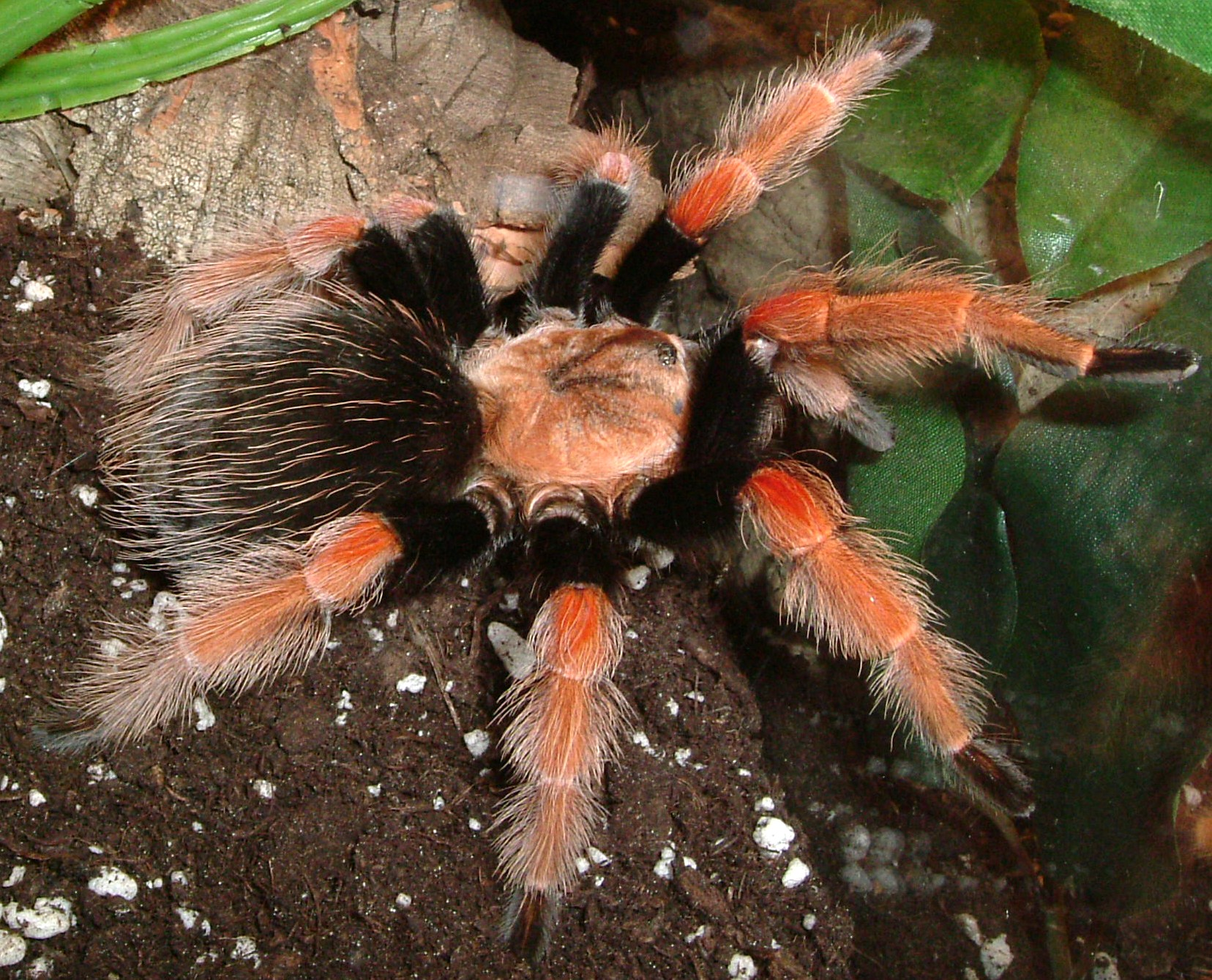
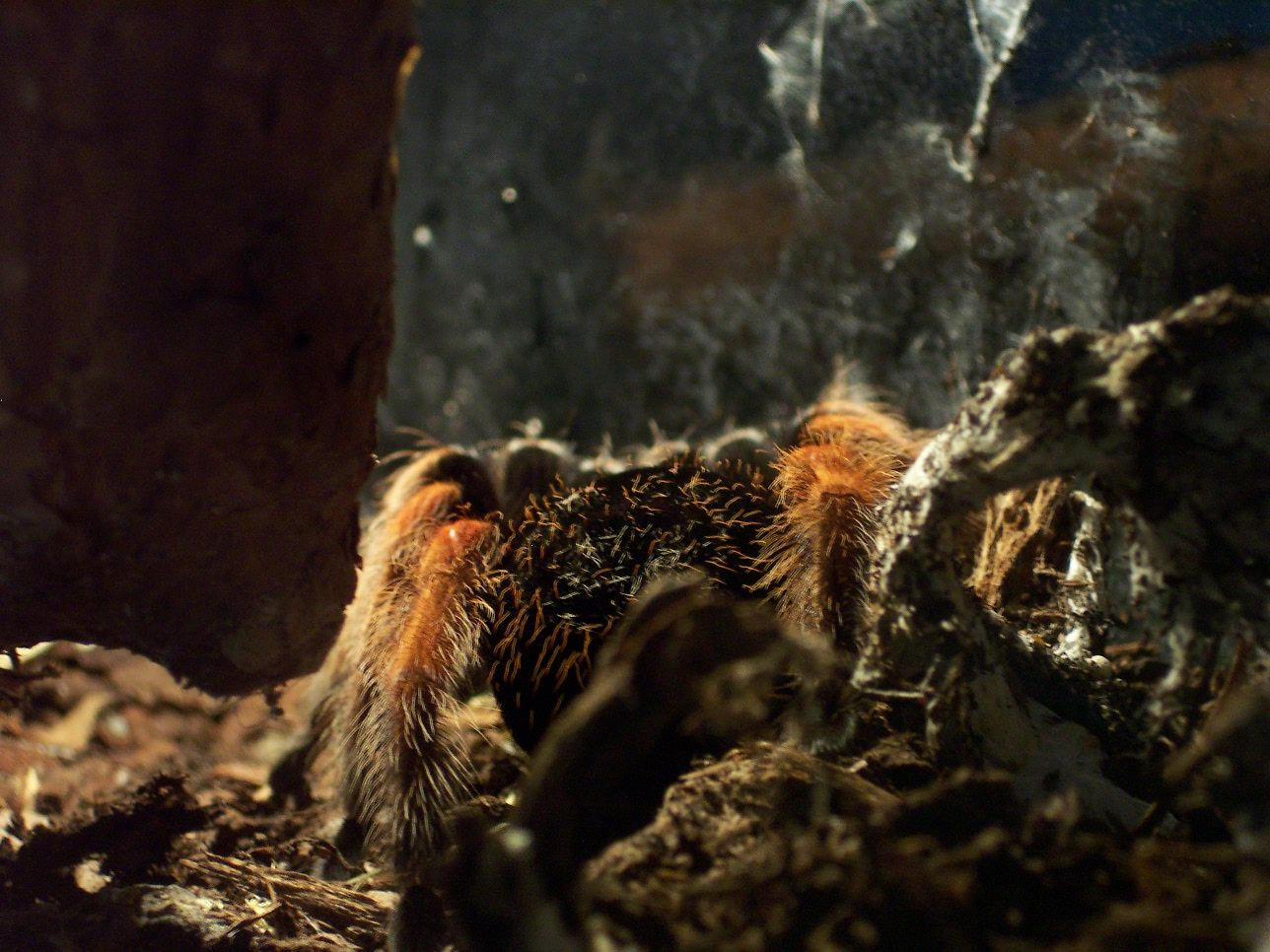
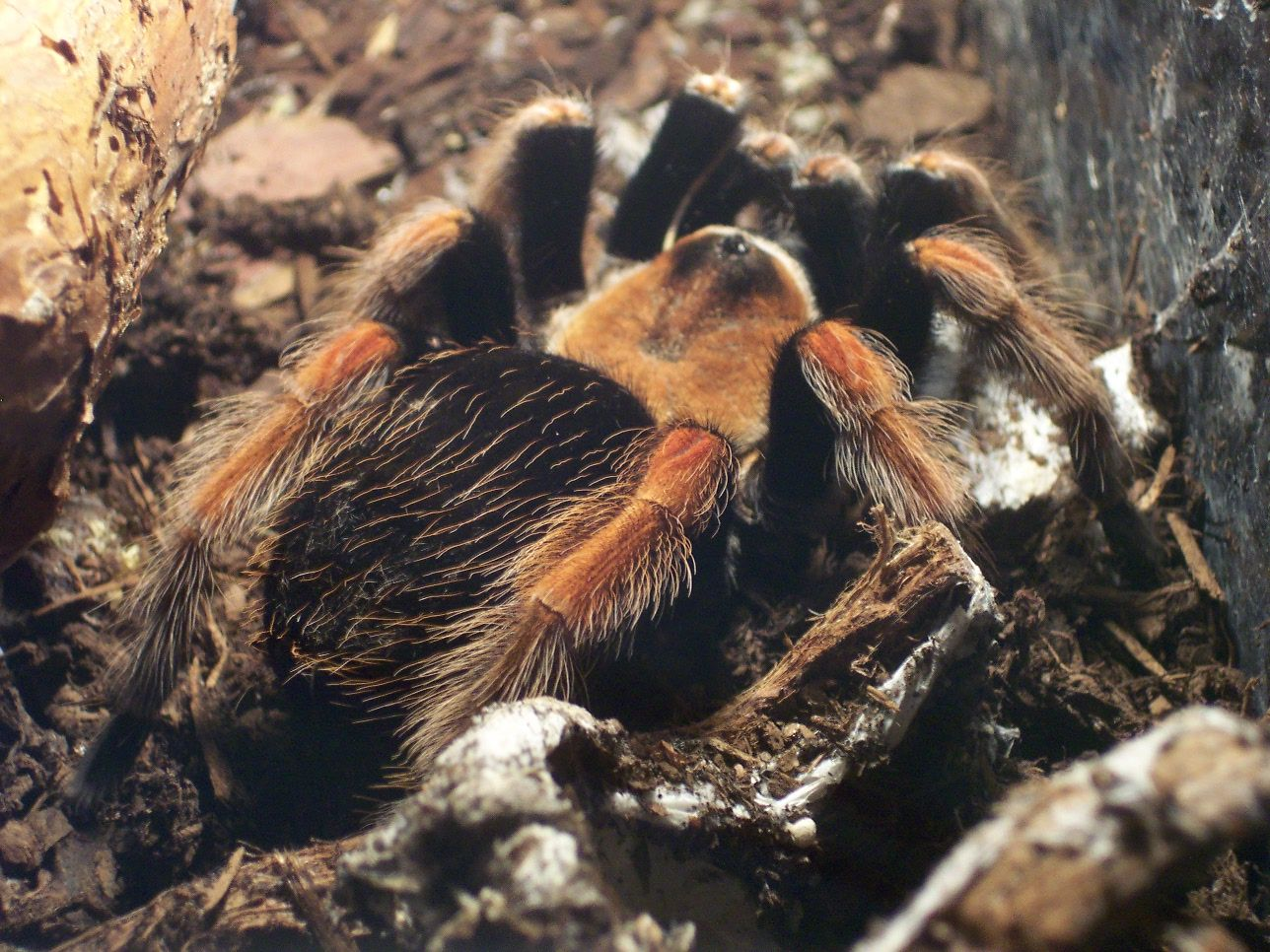